# 布德基 (涅米羅夫區)
48°57′8″N 28°58′18″E / 48.95222°N 28.97167°E
布德基（烏克蘭語：Будки），是烏克蘭西南部的村莊，隸屬文尼察州的文尼察區。該村始建於1800年，面積1.7平方公里，海拔高度260米，2001年人口273，人口密度每平方公里160.59人。